# Entrée des Croisés à Constantinople
L'Entrée des Croisés à Constantinople est un tableau d'Eugène Delacroix peint en 1840, présenté pour la première fois au Salon de 1841 et conservé au Louvre à Paris.
Il mesure 498 × 410 cm et est une huile sur toile. Il appartient au courant romantique. 
Il évoque un épisode fameux de la Quatrième croisade (12 avril 1204), détournée sur Constantinople, dont les Croisés font le siège.

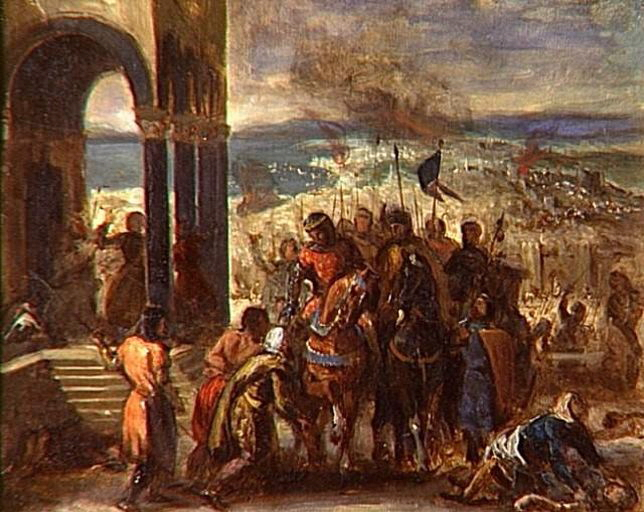
Esquisse du musée Condé.

Son esquisse est conservée au musée Condé de Chantilly.

## Postérité
Le tableau fait partie des « 105 œuvres décisives de la peinture occidentale » constituant le musée imaginaire de Michel Butor.
En 1992 le groupe de death metal anglais Bolt Thrower utilise le tableau en tant que pochette de leur quatrième album The IVth Crusade.